# Raffaele Gagliardi
Raffaele Gagliardi (Grimaldi, 11 febbraio 1814 – Napoli, 18 agosto 1880) è stato un vescovo cattolico, teologo e letterato italiano.

## Biografia
Raffaele Salvatore Nicola Gagliardi, di Antonio e Maria Rosa Silvagni, nasce a Grimaldi (Cosenza) l'11 febbraio 1814 nell'antica casa di famiglia.
Trasferitosi a Napoli da giovane, si laurea in sacra teologia e viene ordinato sacerdote il 14 aprile 1838.
Dottissimo nelle scienze filosofiche e teologiche, insegna in diversi seminari e per molti anni è docente di teologia e di diritto canonico nel seminario di Lacedonia (Avellino) e rettore dello stesso, divenendo poi vicario generale della diocesi della stessa cittadina.
Dopo avere svolto per tre anni le funzioni di vicario generale anche della diocesi di Catanzaro, dal novembre 1870 al dicembre 1871 insegna teologia dogmatica e diritto canonico (è autore di pregiati testi) nell'archicenobio di Montecassino.
In qualità di teologo accompagna mons. Francesco Maiorsini, vescovo di Lacedonia, al Concilio Vaticano I e il 23 febbraio 1872 è preconizzato vescovo da papa Pio IX, venendo "elevato al difficilissimo uffizio" di titolare della diocesi di Sessa Aurunca (dal registro dei vescovi dell'Archivio storico della Curia vescovile di Sessa Aurunca e dagli archivi della Curia di Cosenza).
Sostiene, per la dominante rivoluzione, ardua lotta contro l'apostata Trabucco, pastore evangelico, che vuole in quella diocesi stabilire una Chiesa nazionale.
"Ma il Gagliardi fu fermo ed il ridusse a posto coi suoi satelliti" (dalle Memorie critico storiche della Chiesa di Sessa Aurunca di Giovanni Maria Diamare, suo successore come vescovo di Sessa dal 1888 al 1914).
Per la sua umiltà d'animo, sul suo stemma episcopale non è riportato alcun motto.
Colpito da grave malattia muore a Napoli il 18 agosto 1880, nel cui cimitero è sepolto.

## Genealogia episcopale
La genealogia episcopale è:
- Cardinale Scipione Rebiba
- Cardinale Giulio Antonio Santori
- Cardinale Girolamo Bernerio, O.P.
- Arcivescovo Galeazzo Sanvitale
- Cardinale Ludovico Ludovisi
- Cardinale Luigi Caetani
- Cardinale Ulderico Carpegna
- Cardinale Paluzzo Paluzzi Altieri degli Albertoni
- Papa Benedetto XIII
- Papa Benedetto XIV
- Papa Clemente XIII
- Cardinale Bernardino Giraud
- Cardinale Alessandro Mattei
- Cardinale Pietro Francesco Galleffi
- Cardinale Giacomo Filippo Fransoni
- Cardinale Carlo Sacconi
- Vescovo Raffaele Gagliardi